# Мереджи (селение)
Мереджи (чечен. Мержа) — покинутый населённый пункт в Галанчожском районе Чечни. Родовое селение тайпового сообщества Мержой. Село лежит на южных отрогах Морд-Лама.
Во время выселения население этого моноэтнического чеченского села было полностью выселено в Казахстан. В 1957 году когда была восстановлена ЧИАССР, населению было отказано в возвращении в родные места, как и многим жителям горных чеченских районов. В силу этих причин Галанчожский район с 1944 года не имеет постоянных жителей. В 2010-х и 2020-х в Чеченской Республике начаты работы по возвращению коренных жителей в родовые села в Чеберлоевском, Галанчожском и Итум-Калинском районах.

## История
В 1944 году жители были высланы в Среднюю Азию, после восстановления ЧИ АССР чеченцам было запрещено возвращаться в свои исконные районы: Галанчожский, Шатойский и Итум-Калинский.

## Население
До депортации было проведено несколько переписей населения села.
| Село                | население | из них чеченцы | процент чеченцев |
| ------------------- | --------- | -------------- | ---------------- |
| Хайхарой (Череджей) | 93        | 93             | 100 %            |
| Цечахки             | 33        | 33             | 100 %            |
| Базант              | 24        | 24             | 100 %            |
| Верх. Герит         | 85        | 85             | 100 %            |
| Докиох (Мержа)      | 161       | 161            | 100 %            |
| Керт                | 7         | 7              | 100 %            |
| Кола                | 101       | 101            | 100 %            |
| Мужген              | 36        | 36             | 100 %            |
| Ниж. Герит          | 22        | 22             | 100 %            |
| Докиох х.           | 65        | 65             | 100 %            |

## География
Был расположен на правом берегу реки Фортанги, на реке Мереджи, у подножия горного хребта Кюрелам. Ближайшие населённые пункты: на северо-западе (ниже по течению Фортанги) — село Даттых, на северо-востоке (выше по течению Фортанги) — село Гандалбос, на западе — село Цеча-Ахки, на востоке — село Хайхарой.

## Галерея
- Наскальная башня
- Башня в скале